# Pramlintide
Pramlintide è un nuovo principio attivo utile come adiuvante all'insulina nel trattamento del diabete mellito (sia di tipo 1 sia di tipo 2), sviluppato dalla Amylin Pharmaceuticals e venduto con il nome commerciale di Symlin. In particolare è disponibile in commercio come sale di acetato.

## Farmacologia
La pramlintide è un analogo sintetico dell'amilina, un piccolo ormone peptidico che viene messo in circolo dalle cellule β pancreatiche assieme all'insulina per contrastare i picchi iperglicemici postprandiali. Così come l'insulina anche l'amilina è carente nei pazienti diabetici.
Studi condotti su pazienti affetti da diabete mellito di tipo II hanno evidenziato gli effetti positivi della pramlintide nella riduzione dell'emoglobina glicata e del peso corporeo.
Agendo come analogo dell'amilina, la pramlintide rallenta lo svuotamento dello stomaco e promuove la sazietà tramite recettori ipotalamici (recettori diversi rispetto a quelli per il GLP-1), inoltre inibisce la secrezione di glucagone, un ormone catabolico che si oppone all'azione di insulina ed amilina. In questo modo si ottiene un più graduale assorbimento del glucosio, evitando dannosi picchi di iperglicemia. Si tratta, infatti, come nel caso dell'acarbosio (il quale però presenta un meccanismo d'azione diverso) di un farmaco utile per ridurre l'iperglicemia postprandiale.

## Progettazione e sequenza
Poiché l'amilina umana ha un alto potenziale aggregativo ed è potenzialmente tossica, la base per la progettazione della pramlintide è stata l'amilina di topo, che non dà aggregati ma che ne mantiene l'attività biologica. In particolare nella sequenza della pramlintide sono stati inseriti residui di prolina per interrompere le strutture secondarie responsabili degli aggregati.
Sequenze amminoacidiche:

Pramlintide:      KCNTATCATQRLANFLVHSSNNFGPILPPTNVGSNTY-(NH2)

Amilina:          KCNTATCATQRLANFLVHSSNNFGAILSSTNVGSNTY-(NH2)

Amilina di topo:  KCNTATCATQRLANFLVRSSNNFGPVLPPTNVGSNTY-(NH2)